# Kakhi Asatiani
Kakhi Shalvovich Asatiani ou apenas K'akhi Asatiani - respectivamente, em russo, Кахи Шалвович Асатиани e, em georgiano: კახი ასათიანი (Telavi, 1 de janeiro de 1947 – Tbilisi, 20 de novembro de 2002) - foi um futebolista georgiano que atuava como meio-campista. 

## Carreira

### Clubes
Jogou apenas em um time em toda sua carreira: o Dínamo Tbilisi, onde jogou entre 1965 e 1975, atuando em 218 partidas e marcou 27 gols. Após deixar os gramados, virou diretor esportivo da equipe, entre 1978 e 1982, e foi técnico do Dínamo em 1987. Dedicou-se ainda no ramo aéreo, como vice-presidente da companhia aérea Airzena.

## Seleção Soviética
Pela Seleção Soviética, Asatiani disputou a Eurocopa de 1968 e a Copa de 1970, atuando em 4 jogos. Pelo "Exército Vermelho", o meia jogou 16 partidas e marcou 4 gols.

## Morte
Em 20 de novembro de 2002, Asatiani foi executado em uma tentativa de assalto em Tbilisi. O ex-jogador tinha 55 anos de idade.